# Rail Baltica
Rail Baltica (nota anche come Rail Baltic in Estonia) è un progetto di infrastruttura di trasporti, in corso di realizzazione, per collegare, con una linea ferroviaria a scartamento europeo standard, i seguenti paesi: Polonia, Lituania, Lettonia, Estonia, Finlandia (quest'ultimo tratto tramite traghetto). Lo scopo è quello di fornire un servizio di trasporto passeggeri e merci tra i paesi coinvolti e di migliorare i collegamenti ferroviari tra l'Europa centrale e settentrionale. Inoltre, intende essere un catalizzatore per la costruzione del corridoio economico nell'Europa nord-orientale. Il progetto prevede un collegamento ferroviario continuo da Tallinn (Estonia) a Varsavia (Polonia). Consiste in collegamenti via Riga (Lettonia), Kaunas e Vilnius (Lituania). Rail Baltica è uno dei progetti prioritari dell'Unione Europea delle Reti transeuropee dei trasporti (TEN-T).
Secondo uno studio condotto da Ernst & Young, i benefici socio-economici misurabili sono stimati in 16,2 miliardi di euro. L'effetto moltiplicatore del PIL stimato che potrebbe essere creato dal progetto globale Rail Baltica è di 2 miliardi di euro aggiuntivi. Secondo lo stesso studio, Rail Baltica eviterà la perdita di circa 400 vite umane nell'arco di 29 anni. Il collegamento ferroviario ad alta velocità da Tallinn al confine lituano-polacco dovrebbe essere completato entro il 2026.

## Panoramica

### Impatto ambientale
Rail Baltica sarà una ferrovia elettrica, incentivata dal desiderio di ridurre le emissioni di carbonio. La ferrovia è stata progettata in modo da evitare le aree protette di Natura 2000, oltre a ridurre al minimo gli impatti su altre aree protette sensibili dal punto di vista ambientale. Ove necessario verranno installate barriere antirumore. Saranno costruiti passaggi speciali per animali attraverso gli argini.

### Stazioni
Il progetto ferroviario consentirà l'intermodalità e la multimodalità (ovvero il trasporto di merci attraverso due o più metodi di trasporto). Rail Baltica prevede piani per tre terminal merci multimodali che saranno posti al porto di Muuga (Estonia), a Salaspils (Lettonia) e a Kaunas (Lituania). Sono previste sette stazioni passeggeri internazionali (a Tallinn, Pärnu, Riga, aeroporto di Riga, Panevežys, Kaunas, Vilnius) con potenziali stazioni regionali e collegamenti con aeroporti e porti marittimi.
La Rail Baltica sarà costruita come una nuova linea ferroviaria convenzionale veloce a doppio binario (binario quadruplo se la ferrovia utilizzerà treni merci), di proprietà pubblica e dotata del sistema ERTMS con una velocità massima di 249 km/h per i treni passeggeri e 120 km/h per i treni merci. La nuova linea ferroviaria sarà progettata con uno scartamento di 1.435 mm. Altri parametri tecnici chiave includono quanto segue:
- La lunghezza massima del treno merci sarà di 1.050m.
- Il carico massimo per asse sarà di 25 tonnellate.
- Non ci saranno passaggi a livello con strade né intersezioni a raso con la rete a scartamento russo
- Per i servizi di manutenzione e emergenza, l'accesso alla linea principale dovrebbe essere ogni 2–3 km e in aree specifiche.
- La ferrovia avrà i binari posati sul ballast.
- Dovrebbe essere alimentata a 25 kV.
- Dovrebbe essere a doppio binario con circolazione a destra.
- Sarà esercita con l'ERTMS livello 2[7].

I suoi parametri sono conformi alle specifiche tecniche di interoperabilità dell'UE (STI - P2, F1).
La fase di pianificazione di Rail Baltica si è svolta dal 2010 al 2017. La fase di progettazione è iniziata nel 2016, con le attività progettuali presso la stazione centrale di Riga e la stazione dell'aeroporto internazionale di Riga in Lettonia, che proseguiranno fino al 2023. Nel frattempo, la costruzione dell'infrastruttura Rail Baltica dovrebbe essere completata nel 2026.
La tratta da Helsinki a Tallinn sarà gestita dai traghetti commerciali esistenti. In futuro, un tunnel da Helsinki a Tallinn potrebbe fornire un collegamento ferroviario tra le due città. La lunghezza della ferrovia tra Tallinn e Varsavia sarà di almeno 950 chilometri (590 mi). La lunghezza totale della parte ferroviaria baltica sarà di 870km.

## Status
Nel 2017, tutti e tre i parlamenti baltici hanno ratificato l'accordo intergovernativo per il progetto Rail Baltica, confermando così il loro impegno a lungo termine per tale progetto. Inoltre, l'analisi costi-benefici del Rail Baltica Global Project è stata fornita dagli esperti di Ernst & Young e Atkins International, sulla base delle linee guida CBA dell'Unione Europea, dimostrando che il progetto è finanziariamente fattibile, e che i suoi benefici misurabili supereranno i costi.
Il 14 febbraio 2018, il Ministero della pubblica amministrazione della Repubblica di Estonia ha approvato il piano spaziale per la ferrovia Rail Baltica in Estonia, portando alla definizione del percorso finale e al progetto preliminare della ferrovia nello stato baltico settentrionale. La pianificazione dello spazio per l'intera linea è stata approvata in Lettonia dalla decisione del governo lettone nell'agosto 2016 e seguita dall'approvazione del governo lituano nel gennaio 2017 per la rispettiva sezione da Kaunas al confine lituano-lettone in Lituania (il percorso per la sezione Kaunas-Lituania/ Polonia-confine di Stato, noto come Rail Baltica I, è soggetto ai risultati di studio di fattibilità di aggiornamento). Alla luce della decisione dell'Estonia, la pianificazione territoriale spaziale e la progettazione tecnica preliminare della ferrovia Rail Baltica negli Stati baltici è stata completata.

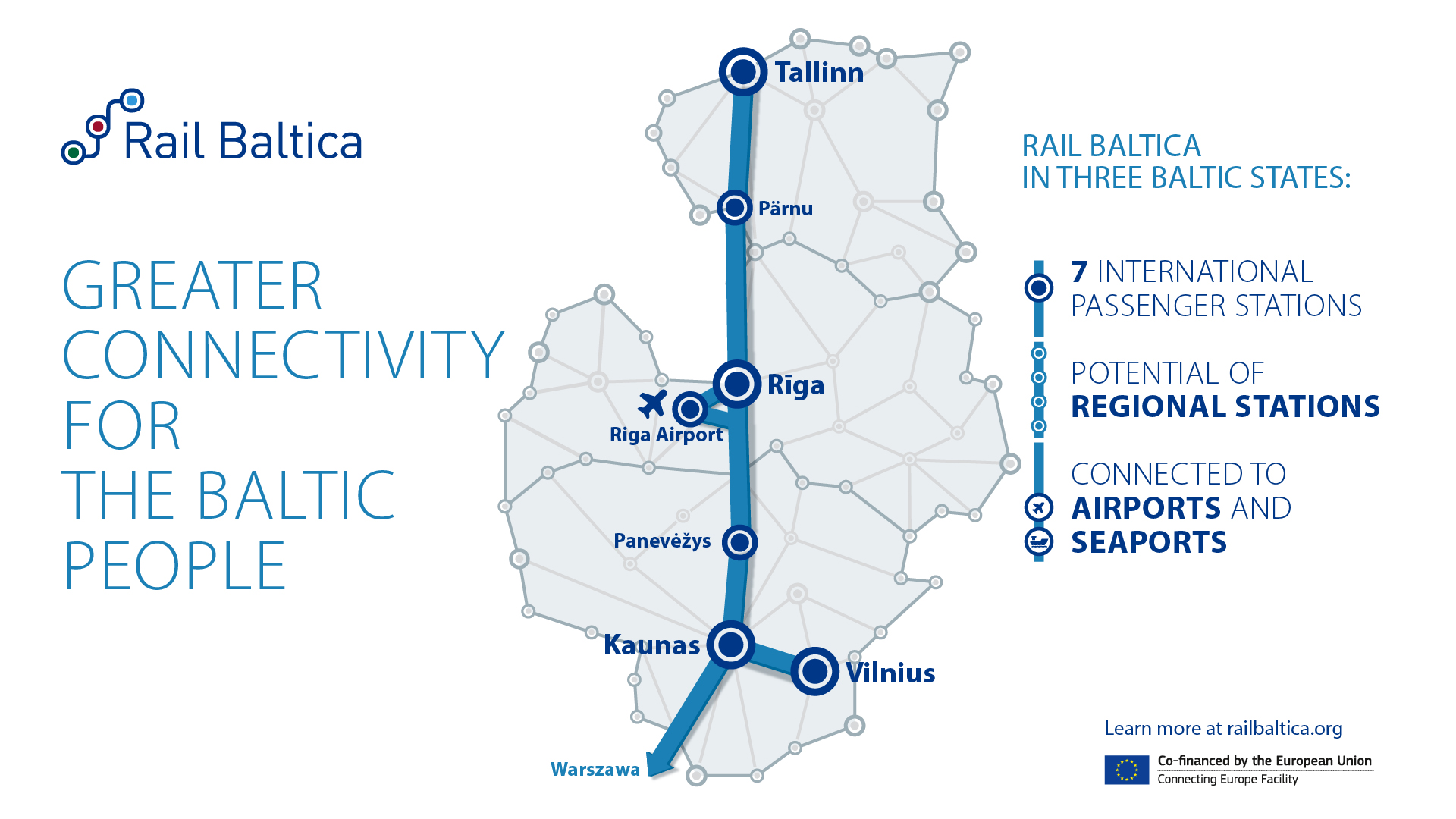
Mappa di Rail Baltica con le stazioni

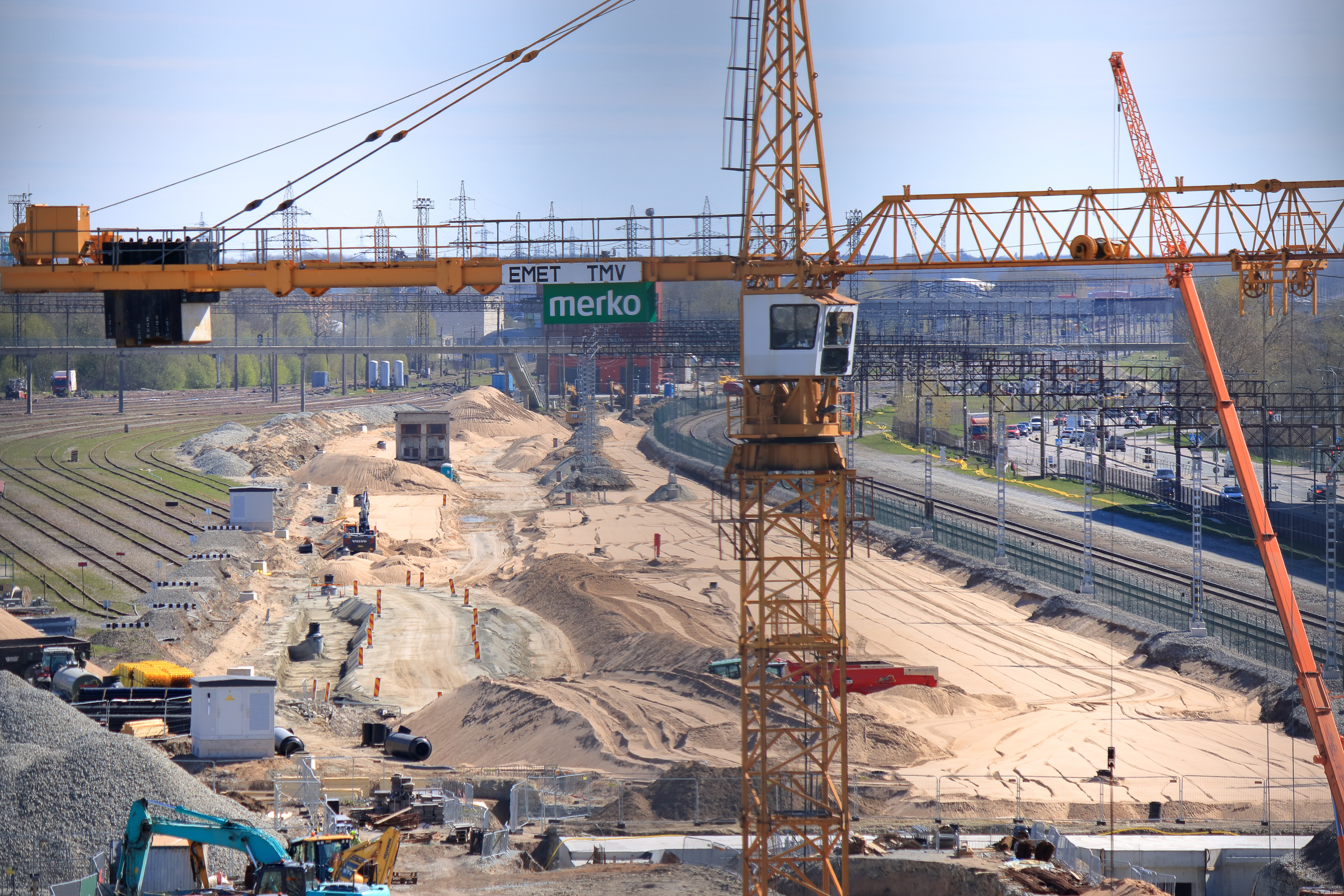
Costruzione del terminal della Rail Baltica a Tallinn (Maggio 2024)

Il progetto Rail Baltica è entrato nella fase di progettazione in tutti e tre gli Stati baltici con l'approvazione delle linee guida di progettazione dettagliata.

### Attuatori del progetto

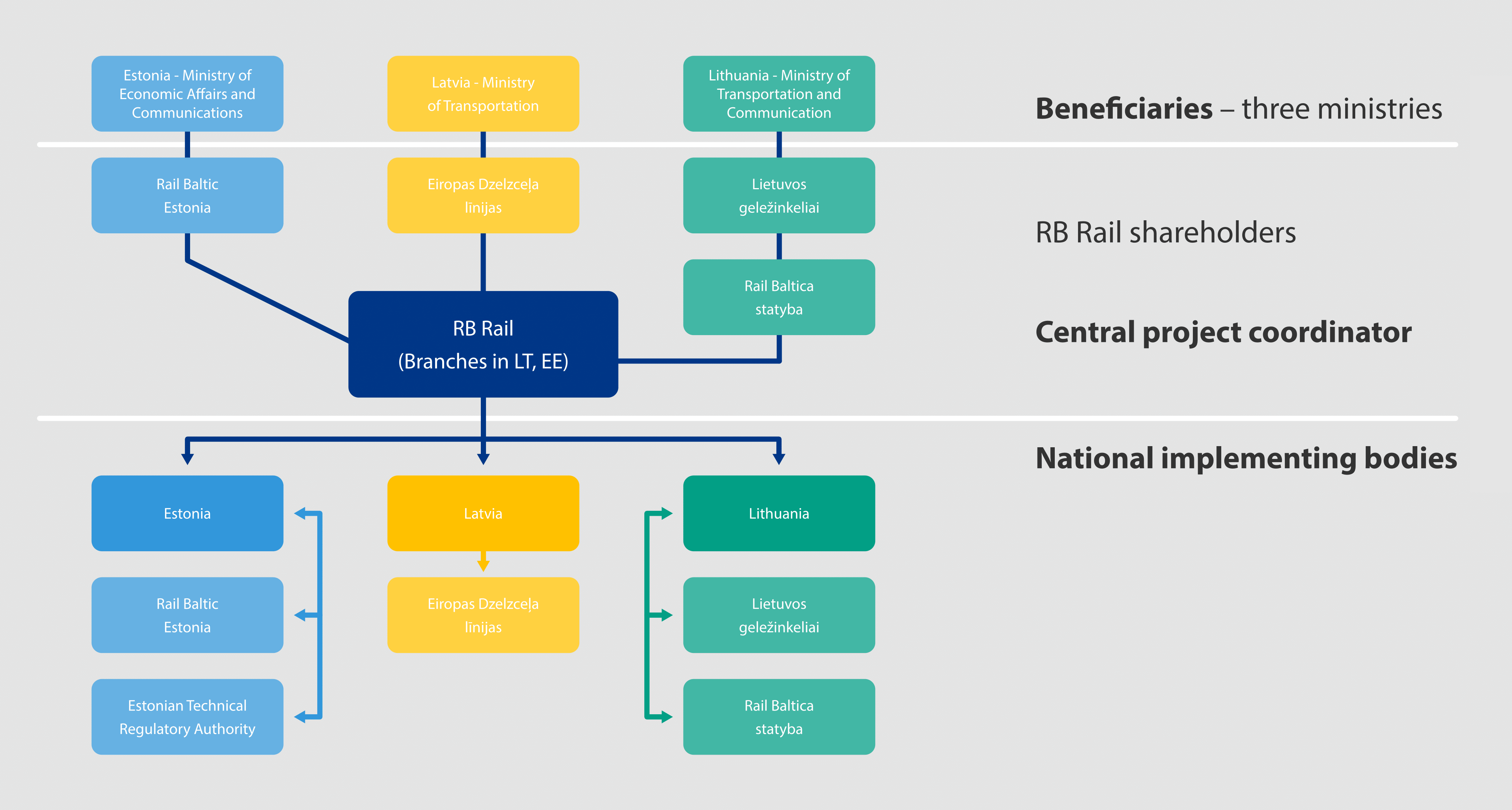
Struttura del progetto Rail Baltica

Il progetto Rail Baltica è attuato dai tre Stati baltici: Estonia, Lettonia e Lituania. La Finlandia ha annunciato nel febbraio 2019 l'intenzione di unirsi al progetto.
Rail Baltic Estonia OU in Estonia, Eiropas Dzelzceļa līnijas SIA in Lettonia, Rail Baltica statyba UAB e Lietuvos Geležinkeliu Infrastruktūra in Lituania sono gli organismi nazionali di attuazione del progetto. Tutta la costruzione effettuata dagli organismi esecutivi viene eseguita sotto la supervisione di RB Rail AS e si basa su principi di appalto, regole e modelli di contratto comuni.

### Finanziamento
Il costo totale stimato del progetto Rail Baltica Global è di 5,8 miliardi di euro in tutti e tre gli Stati baltici secondo lo studio costi-benefici condotto da EY nel 2017.
Lo studio di fattibilità di Rail Baltica nei tre Stati baltici condotto da AECOM nel 2011 aveva stimato un costo di 3,6 miliardi di euro per la ferrovia e ha dimostrato che la ferrovia è economicamente sostenibile. Sulla base di tale studio, sono state prese decisioni politiche e pratiche chiave, sia a livello nazionale che dell'UE, per implementare Rail Baltica.
Dallo studio AECOM il progetto è maturato e sono stati aggiunti successivamente ulteriori elementi: l'instradamento della linea principale passeggeri Rail Baltica attraverso l'aeroporto internazionale di Riga e la costruzione della stazione passeggeri dell'aeroporto (Lettonia), il collegamento Kaunas-Vilnius (Lituania), il collegamento migliorato nella città di Kaunas (Lituania) e la costruzione della linea del tram "Ülemiste-Tallinn airport" (Estonia). Inoltre, sono state predisposte le valutazioni di impatto ambientale, la pianificazione territoriale e alcuni progetti preliminari che consentono di stimare al meglio gli investimenti necessari per il progetto.
Il progetto è finanziato dagli Stati membri e dal bilancio TEN-T dell'Unione europea, e dai Fondi Strutturali e di Coesione forniti ai Nuovi Stati Membri dell'UE. All'inizio del 2018, i tre Stati baltici e RB RAIL AS hanno ricevuto due sovvenzioni progettate nell'ambito del CEF per la costruzione della ferrovia Rail Baltica, avendo firmato accordi di sovvenzione per un valore totale di 765 milioni di euro. Al 13 luglio è stata firmata la terza convenzione di sovvenzione per un importo totale di 130 milioni di euro di cui 110 milioni di euro sono il contributo del CEF.
Nel luglio 2020 è stato ricevuto un altro finanziamento del CEF, pari a 216 milioni di EUR per lavori di costruzione, progettazione tecnica e pianificazione, pertanto il progetto ha ricevuto circa 1,2 miliardi di EUR dai fondi dell'UE e nazionali.

### Percorso e standard
Nel 2011, i tre Stati baltici hanno concordato una linea che collega Tallinn, Pärnu, Riga, Panevėžys e Kaunas. Uno studio di fattibilità per questa opzione ha stimato che la linea costerà circa 3,68 miliardi di euro in totale.
Inizialmente sono state prese in considerazione due opzioni che includevano un aggiornamento della ferrovia esistente (con scartamento standard) a 160 km/h (99 mph) per il tratto che va da Varsavia via Białystok ed Ełk a Trakiszki, seguito da una nuova ferrovia a scartamento normale Trakiszki – Kaunas. Per il resto del percorso verso Tallinn sono state prese in considerazione due diverse opzioni:
- L'opzione uno era aggiornare la ferrovia esistente da Joniškis via Riga e Tartu a Tallinn a 160km/h, mantenendo l'attuale scartamento russo e di proprietà statale, e una nuova ferrovia da Kaunas – Joniškis con 160km/h, anche a scartamento russo e di proprietà statale. A causa della rottura della sagoma a Kaunas, i passeggeri avrebbero dovuto cambiare treno lì. Per il trasporto merci, vicino a Kaunas sarebbe stato installato un impianto di ricarica o una stazione di cambio dei carrelli . Questa opzione era già stata completata come Rail Baltica I.
- L'opzione due era una nuova ferrovia con 200 km/h (120 mph) velocità standard (con 3kV DC, la stessa tensione della Polonia) da Kaunas via Joniškis a Riga, come sopra, ma poi proseguendo su una linea più corta e diritta via Pärnu a Tallinn.[24] Questa opzione è stata scelta come percorso preferito. L'attuale linea Lelle-Pärnu in Estonia è stata chiusa temporaneamente per le operazioni di trasporto passeggeri il 9 dicembre 2018[25] poiché richiedeva una ristrutturazione di 17 milioni di euro.[26]

Nel 2017, i parlamenti dei tre Stati baltici hanno ratificato l'accordo intergovernativo sulla ferrovia Baltica affermando che il percorso sarà da Tallinn attraverso Pärnu – Riga – Panevezys – Kaunas al confine di stato lituano/polacco con un collegamento di Vilnius-Kaunas come parte della ferrovia e definendo la velocità di progetto 240km/h per il traffico passeggeri. Attualmente il percorso del progetto globale Rail Baltica è allineato da Tallinn a Kaunas con la sezione della linea ferroviaria europea a scartamento già costruita dal confine lituano/polacco soggetta ai risultati dello studio di fattibilità dell'aggiornamento.

### Rail Baltica I
Il nome Rail Baltica viene talvolta utilizzato anche per indicare la prima fase della costruzione di una ferrovia a scartamento europeo dal confine Polonia-Lituania a Kaunas in Lituania. È stato inaugurato il 16 ottobre 2015. Il progetto, che ha costruito un binario a scartamento standard europeo accanto ai binari a scartamento russo esistenti, è costato 380 milioni di euro. I 119 km di linea sono percorsi da treni diesel, con treni passeggeri che viaggiano fino a 120km/h e i treni merci fino a 80 km/h. Velocità più elevate dipenderanno dalla futura elettrificazione e da un nuovo sistema di segnali. Nel giugno 2016, le Ferrovie Lituane e Polregio hanno avviato il servizio di treni passeggeri nel fine settimana tra Kaunas e Białystok.
In Estonia e Lettonia, l'attuazione del progetto Rail Baltica I comprendeva il potenziamento delle linee ferroviarie esistenti nella regione. I 66 chilometri (41 mi) di linea a scartamento russo da Tartu a Valga (sul confine lettone) in Estonia sono stati rinnovati tra il 2008 e il 2010. Il lavoro è stato svolto dal gruppo finlandese VR-Yhtymä Oy per un costo di 40 milioni di euro.

## Benefici
In termini di benefici l'infrastruttura ferroviaria baltica sarà collegata al corridoio ferroviario europeo e garantirà il viaggio ad alta velocità dei passeggeri e il movimento delle merci.

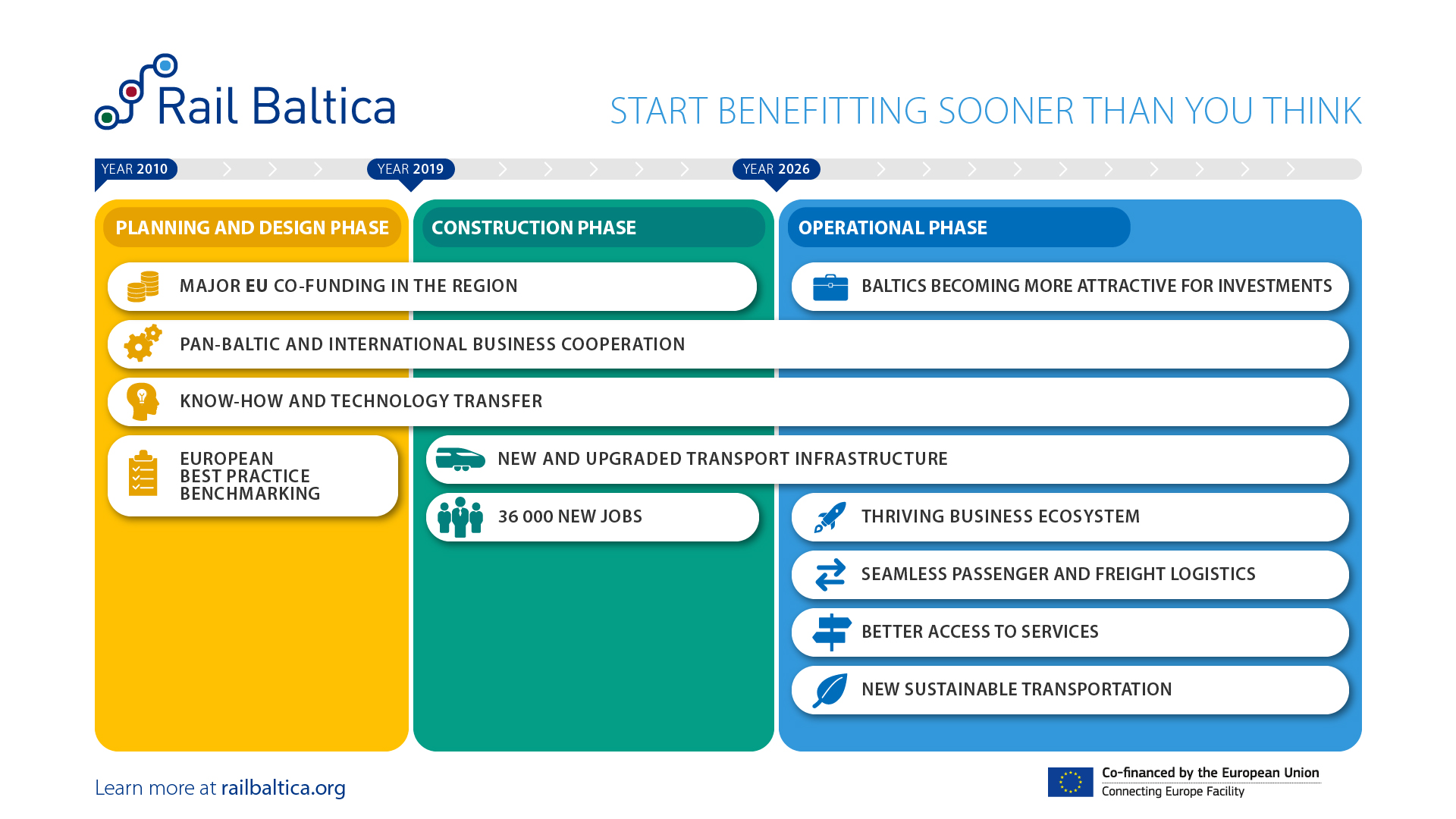
Cronologia di Rail Baltica

Secondo lo studio costi-benefici di Ernst & Young realizzato nel (2017), i benefici di Rail Baltica sono calcolati come quanto segue:
- 7,1 miliardi di euro risparmiati in cambiamenti climatici e riduzione del rumore
- spostamento del flusso di traffico binario rilevante verso le ferrovie - 30-40%
- 13.000 posti di lavoro creati durante la fase di costruzione
- 5,3 miliardi di euro risparmiati per viaggi passeggeri e merci
- 5,3 milioni di ore passeggeri risparmiate
- 400 vite umane salvate in 29 anni

In totale, i benefici socioeconomici misurabili sono stimati in 16,2 miliardi di euro. L'effetto moltiplicatore del PIL stimato e creato dal progetto ammonterebbe a 2 miliardi di euro aggiuntivi. Si afferma inoltre che ci saranno "vantaggi sostanziali non misurabili".

## Critiche
Le critiche sono iniziate dopo la pubblicazione di uno studio di fattibilità dell'AECOM, con il governo della Lituania desideroso di includere un collegamento a Vilnius. Il sindaco di Tartu, la seconda città più grande dell'Estonia, ha richiesto che la città fosse inclusa nel percorso.
Nel 2013, l'associazione estone per il Club di Roma ha consigliato al governo di abbandonare la linea Rail Baltica. Sono stati inoltre denunciati problemi nel programma di valutazione ambientale.
Nel 2017, due gruppi ambientalisti estoni hanno affermato che la mancanza di partecipazione del pubblico alla decisione presa dai governi baltici e alla costruzione di una nuova linea è in conflitto con la Convenzione di Aarhus.
A Settembre 2024 si hanno dubbi sul fatto che i tre paesi baltici saranno collegati tra di loro dal 2030. A Novembre 2024 esce la notizia che la Commissione Europea richiede che la Rail Baltica sia completata entro il 2030.